# Sender Teutoburger Wald
Der Sender Teutoburger Wald ist ein Grundnetzsender des WDR auf dem 393 m ü. NHN hohen Bielstein im Teutoburger Wald südwestlich von Detmold (Kreis Lippe in Nordrhein-Westfalen). Die Sendeanlage mit dem 298 m hohen Sendemast ist in der Region Ostwestfalen-Lippe auch unter dem Namen Sender Bielstein bekannt.
Aufgrund seiner exponierten Lage ist die technische Reichweite sehr groß. Ihre Fläche reicht von Braunschweig im Osten, Eschwege im Südosten, Marburg im Süden, über Bochum und Gronau (Westf.) im Westen bis nach Bremen im Norden.

## Geschichte
Der Bielstein ist seit 1951 Standort eines Rundfunksenders. Bis 1954 hatte der Sender Teutoburger Wald einen 60 m hohen Sendemast, über den ein UKW-Programm mit einer Sendeleistung von 3 kW ausgestrahlt wurde. Dieser Mast wurde 1954 durch eine 102 m hohe Konstruktion ersetzt.
Nach zweijähriger Bauzeit wurde 1970 ein 298 m hoher Stahlrohrmast in Betrieb genommen, um noch bestehende Versorgungslücken zu schließen. Nachdem am 15. Januar 1985 um 6:26 Uhr infolge von Vereisung und Sturmböen eine Pardune abgerissen war, stürzte dieser um. Er wurde daraufhin im Jahr 1986 durch einen 302 m hohen, abgespannten Stahlfachwerkmast ersetzt.
Am 6. und 7. April 2006 wurde der Sender durch den Austausch der Mastspitze auf DVB-T umgerüstet. Dadurch reduzierte sich die Höhe auf 290 m. Die Ausstrahlung des DVB-T-Signals begann am 29. Mai 2006.

## Frequenzen und Programme

### Analoger Hörfunk (UKW)
Vom Bielstein aus wird auf folgende UKW-Frequenzen gesendet:
| Frequenz (MHz) | Programm | RDS PS            | RDS PI                | Regionalisierung         | ERP (kW) | Antennendiagramm rund (ND), gerichtet (D) | Polarisation horizontal (H)/vertikal (V) |
| -------------- | -------- | ----------------- | --------------------- | ------------------------ | -------- | ----------------------------------------- | ---------------------------------------- |
| 105,5          | 1Live    | 1LIVE___          | D391                  | –                        | 100      | ND                                        | H                                        |
| 93,2           | WDR 2    | WDR_2_OW WDR_2___ | D592 (regional), D392 | Bielefeld / Ostwestfalen | 100      | ND                                        | H                                        |
| 97,0           | WDR 3    | WDR_3___          | D393                  | –                        | 100      | ND                                        | H                                        |
| 100,5          | WDR 4    | WDR_4___          | D394                  | Bielefeld                | 100      | ND                                        | H                                        |
| 90,6           | WDR 5    | WDR_5___          | D395                  | –                        | 100      | ND                                        | H                                        |

### Digitales Radio (DAB / DAB+)
Digitaler Hörfunk im DAB+-Standard wird in vertikaler Polarisation und im Gleichwellenbetrieb mit anderen Sendern ausgestrahlt. Die Zuführung des NRW-Ensembles geschieht per Leitung aus Köln und via Satellit. Am 29. August 2012 erfolgte ein Wechsel von DAB-Kanal 12D auf Kanal 11D.
| Block                        | Programme (Datendienste) | ERP (kW) | Antennen- diagramm rund (ND)/ gerichtet (D) | Polarisation horizontal (H)/ vertikal (V) | Gleichwellennetz (SFN) |
| ---------------------------- | --- | -------- | ------------------------------------------- | ----------------------------------------- | --- |
| 11D Radio für NRW (D__00236) | - 1 Live (88 kbps) - 1 Live diggi (88 kbps) - WDR 2 Rhein-Ruhr (RR) (88 kbps) - WDR 2 Ostwestfalen-Lippe (OW) (88 kbps) - WDR 2 Südwestfalen (SW) (88 kbps) - WDR 3 (120 kbps) - WDR 4 Rhein-Ruhr (RR) (88 kbps) - WDR 4 Ostwestfalen-Lippe (OW) (88 kbps) - WDR 4 Südwestfalen (SW) (88 kbps) - WDR 5 (88 kbps) - WDRcosmo (80 kbps) - WDR Maus (80 kbps) - WDR Event (56 kbps) - WDR EPG (8 kbps) - ARD TPEG (16 kbps) | 10       | ND                                          | V                                         | - Region Aachen: Aachen (Stolberg-Donnerberg), Eifel (Dahlem-Bärbelkreuz) - Bergisches Land: Engelskirchen (Hohe Warte), Gummersbach (Kerberg), Remscheid (Hohenhagen), Wuppertal (Auf der Königshöhe) - Rheinland: Bonn (Venusberg), Köln (Kölnturm) - Rhein-Ruhr: Düsseldorf (Rheinturm), Gelsenkirchen-Scholven, Kleve (Bresserberg), Langenberg (Hordtberg), Viersen (Süchtelner Höhen) - Ruhrgebiet: Dortmund (Florianturm) - Münsterland: Ibbenbüren (Blomenkamp), Münster (Nottuln-Baumberge), Oelde (Mackenberg), Schöppingen - Ostwestfalen-Lippe: Bad Oeynhausen (P.Westf.-Wittekindsberg), Bielefeld (Hünenburg), Herford (Eggeberg), Höxter (Holzminden), Stemwede (Arrenkamp), Teutoburger Wald (Bielstein), Warburg, Willebadessen (Eggegebirge) - Südwestfalen: Arnsberg (Schlossberg), Biedenkopf (Sackpfeife), Ederkopf (Oberste Henn), Hallenberg (Bollerberg), Hochsauerland (Hunau), Lennestadt (Kuhhelle), Meschede, Nordhelle, Olsberg, Siegen (Giersberg) |

### Digitales Fernsehen (DVB-T / DVB-T2)
In Ostwestfalen-Lippe erfolgte die Umstellung auf den DVB-T2-Standard mit HEVC Bildcodierung am 25. April 2018. Optional lassen sich zusätzliche im WDR-Angebot und bei Freenet TV connect als Verknüpfung enthaltene Programme über eine Internetverbindung wiedergeben, falls das Empfangsgerät HbbTV (ab Version 1.5) unterstützt (WDR via IP: ARD-alpha HD, BR FS Süd HD, hr-fernsehen HD, rbb Berlin HD und SR Fernsehen HD). Das kostenpflichtige private Programmangebot von Freenet TV wird vom Standort Bielefeld (Hünenburg) terrestrisch verbreitet.
Folgende DVB-T2-Bouquets werden übertragen:
| Kanal | Frequenz (MHz) | Multiplex                                   | Programme im Multiplex | ERP (kW) | Antennen- diagramm rund (ND)/ gerichtet (D) | Polarisation horizontal (H)/ vertikal (V) | SFN mit                                                                  |
| ----- | -------------- | ------------------------------------------- | --- | -------- | ------------------------------------------- | ----------------------------------------- | ------------------------------------------------------------------------ |
| 26    | 514            | WDR Mux 2                                   | - phoenix HD - tagesschau24 HD - mdr Fernsehen (Sachsen-Anhalt) HD - NDR Fernsehen HD (Niedersachsen) - SWR Fernsehen Rheinland-Pfalz HD | 50       | ND                                          | V                                         | Bielefeld (Hünenburg), Minden (Jakobsberg), Teutoburger Wald (Bielstein) |
| 31    | 554            | WDR Mux 1 (BI / SI) Anm.                    | - Das Erste HD - WDR Fernsehen (Bielefeld) HD - WDR Fernsehen (Siegen) HD - arte HD - one HD                                             | 50       | ND                                          | V                                         | Bielefeld (Hünenburg), Minden (Jakobsberg), Teutoburger Wald (Bielstein) |
| 33    | 570            | Gemischter Multiplex von ZDF und freenet TV | - ZDF HD - 3sat HD - KiKa HD - ZDFneo HD - ZDFinfo HD - freenet TV connect (HbbTV-Dienst mit mehreren Streams, HbbTV v1.5 erforderlich)  | 50       | ND                                          | V                                         | Bielefeld (Hünenburg), Minden (Jakobsberg), Teutoburger Wald (Bielstein) |

 Sendeparameter 
| Verwendet von (HD-Programme pro Mux) | Modulations- verfahren | Coderate | FFT-Modus    | Guard- intervall | Pilottöne       | Datenrate [Mbit/s] |
| ------------------------------------ | ---------------------- | -------- | ------------ | ---------------- | --------------- | ------------------ |
| ZDF (5)                              | 64-QAM                 | 3/5      | 16k extended | 19/128           | Pilot Pattern 2 | 22,0               |
| WDR Mux I (5)                        | 64-QAM                 | 1/2      | 16k extended | 19/256           | Pilot Pattern 2 | 19,5               |
| WDR Mux II (5)                       | 64-QAM                 | 1/2      | 16k extended | 19/128           | Pilot Pattern 2 | 18,2               |

### Analoges Fernsehen (PAL)
Bis zum 29. Mai 2006 diente der Sender Bielstein als analoger Grundnetzsender (PAL) für Das Erste.
| Kanal | Frequenz (MHz) | Programm        | ERP (kW) | Sendediagramm rund (ND)/ gerichtet (D) | Polarisation horizontal (H)/ vertikal (V) |
| ----- | -------------- | --------------- | -------- | -------------------------------------- | ----------------------------------------- |
| 11    | 217,25         | Das Erste (WDR) | 100      | ND                                     | H                                         |